# Verzen (1912)
Verzen is de tweede publicatie van verzen van J.H. Leopold (1865-1925), die zonder diens toestemming werd uitgegeven door de dichter P.C. Boutens (1870-1943).

## Geschiedenis
Leopold 'debuteerde' in 1889 met twee liedteksten, uitgegeven onder de titel Twee amoureuse liedekens. Andere gedichten verschenen tussen 1893 en 1911 in het tijdschrift De Nieuwe Gids. In 1904 stelde de uitgever Brusse aan Leopold voor diens gedichten uit te geven maar die ging niet op dat voorstel in. In 1912 stelde Boutens aan Leopold voor diens gedichten uit te geven; ook hier ging Leopold niet op in maar Boutens zette door. Er bestaat ook de mogelijkheid dat Leopold aan Boutens die uitgave heeft verboden, en dat Leopold vervolgens Brusse om raad vroeg of er een proces tegen Boutens kon worden aangespannen; Brusse raadde dat af. In december 1912 legde Leopold contact met Brusse voor zijn eigen uitgave waarvoor het contract op 27 januari 1913 werd getekend.
Boutens gebruikte de voorpublicaties in het tijdschrift als basis maar veranderde/'verbeterde' eigenhandig hetgeen tot 72 verschillen met de voorpublicaties leidde (maar vier zetfouten bleven staan). Leopold had geen enkele drukproef gezien en was daar, en uiteindelijk over de uitgave, zeer ontstemd over en besloot daarop medewerking te verlenen aan Brusse voor diens uitgave van de Verzen in 1913. Niettemin bedankte Leopold Boutens voor de zes hem toegestuurde presentexemplaren (alle in de ingenaaide editie) en diens voorwoord bij de uitgave.
De uitgave sluit af met een "Alphabetische opgave der beginregels", de bibliografie met verwijzing naar de voorpublicaties in De nieuwe gids en het colofon.
De uitgave is volgens het colofon gedrukt in september 1912. Het vermoeden bestaat dat dat vermeld wordt omdat op 23 september 1912 de Auteurswet in werking was getreden die bepaalde dat voorafgaand overleg tussen schrijver en uitgever verplicht stelde, hetgeen hier dus niet was gebeurd. De eerste te traceren exemplaren dateren van oktober 1912.

### Receptie
De bundel werd besproken door Willem Kloos, Johan de Meester en Carel Scharten; de voorrede van Boutens was overigens uiterst positief over het werk van Leopold.

### Uitgave
De oplage was officieel 80 exemplaren. Zeker 21 exemplaren werden daarvan in volperkament gebonden. Voor de uitgave had Boutens opnieuw de Brugse drukker Eduard Verbeke benaderd die nog in datzelfde jaar, eveneens in opdracht van Boutens, de roman De heilige tocht van Arij Prins bij hem had laten drukken. De uitgave werd gedrukt op zwaar Hollands Van Gelder-papier en de meeste exemplaren lijken ingenaaid te zijn en zijn soms later alsnog ingebonden.